# Chet's Romance

Chet's Romance est un court métrage français réalisé par Bertrand Fèvre et sorti en 1988.
Il a reçu le César du meilleur court métrage documentaire en 1989, et a été présenté en compétition au Festival de Cannes.
Le trompettiste et chanteur de jazz Chet Baker y interprète I'm a Fool to want you, enregistré au "Clap's studio" le 25 novembre 1987 peu avant la disparition de l'artiste.

## Fiche technique
- Réalisation : Bertrand Fèvre
- Durée : 10 minutes
- Image : Serge Godet
- Type : Noir et blanc
- Son : Pierre Befve
- Montage : Charlotte Fauvel
- Date de sortie : 1988

## Distribution
- Chet Baker (trompette et chant)
- George Brown (batterie)
- Riccardo Del Fra (contrebasse)
- Alain Jean-Marie (piano)

## Distinctions
- 1989 : César du meilleur court métrage documentaire
- Sélection officielle Festival de Cannes 1988
- Golden Gate Award 1989
- prix de la critique Novais Teixeira 1989